# Oneka Sánchez
Infanta Navare Oneka Sánchez (šp. Oneca Sánchez = "Oneka, kći Sanča") (? - 931.) bila je velika plemkinja, infanta i kraljica Leona.
Njezin otac je bio kralj Sančo I. od Pamplone iz dinastije Jimene, a njegov je otac bio kralj García Jiménez.
Majka joj je bila kraljica Toda Aznárez, čija je sestra bila kraljica Sanča.
Oneka se udala 923. za princa Alfonsa, koji je 926. postao kralj Alfons IV. Leonski. Te je godine postala kraljica.
Čini se da je njihov brak bio skladan. Oneka je mužu rodila dvojicu sinova. Rodila je Ordoña, koji je postao kralj Ordoño IV. Loši. Rodila je i infanta Fruelu, koji je nazvan po prastricu.
Oneka je umrla 931. godine.
Njezine dvije sestre su također bile kraljice Leona.